# Katie Grimes
Kathryn Eileen Grimes (Las Vegas, 8 de janeiro de 2006) é uma nadadora estadunidense.

## Início da vida
Grimes passou sua infância em Las Vegas e começou sua carreira nadando pelo time competitivo Sandpipers em Nevada.

## Carreira
Nas seletivas olímpicas dos EUA de 2020 em Omaha, Nebraska, Grimes se classificou para as Olimpíadas de Verão de 2020 nos 800 metros livres, ficando em segundo lugar depois de Katie Ledecky com um tempo de 8:20.36. Após a corrida, Ledecky comentou que Grimes era o "futuro" da natação nos Estados Unidos e também disse a Grimes: "Claro que sim, quero dizer que você é o agora. Você é o presente."
Ledecky deu a Grimes o apelido de "Katie ao quadrado" depois que se tornaram companheiras de equipe. Quando ela chegou a Tóquio, ela tinha 15 anos e era a atleta mais jovem da equipe olímpica dos EUA em 2020. Grimes ficou em segundo lugar geral nas eliminatórias dos 800 metros livres com um tempo de 8:17.05, que foi menos de um segundo e meio mais lento do que a nadadora em primeiro lugar nas eliminatórias, Katie Ledecky. Na final, Grimes ficou em quarto lugar com um tempo de 8:19.38, terminando a seis segundos da medalhista de prata Ariarne Titmus da Austrália e da medalhista de bronze Simona Quadarella da Itália.
Grimes começou sua competição no Campeonato Mundial de Esportes Aquáticos de 2022 no segundo dia de natação em piscina, avançando para a final dos 1500 metros livres nas preliminares, onde nadou 15:57.05 para entrar na final com um tempo preliminar mais de meio segundo mais rápido do que a quarta colocada Lani Pallister da Austrália. Ela nadou um melhor tempo pessoal de 15:44.89 na final para ganhar a medalha de prata, terminando mais de quatro segundos inteiros à frente da medalhista de bronze Lani Pallister. No último dia da competição de natação em piscina, ela ficou em segundo lugar nas preliminares dos 400 metros medley individual, classificando-se para a final com um tempo de 4:36.68. Na final, ela ganhou a medalha de prata com um melhor tempo pessoal de 4:32.67. Após a competição de natação em piscina, ela competiu nos 10 quilômetros de natação em águas abertas, ficando em quinto lugar com um tempo de 2:02:37.2, que ficou menos de 10 segundos atrás da medalhista de ouro Sharon van Rouwendaal da Holanda.